# Liste der Kulturdenkmäler in Baunatal
Die Liste der Kulturdenkmäler in Baunatal enthält alle Kulturdenkmäler der nordhessischen Mittelstadt Baunatal mit den Stadtteilen Altenbauna, Altenritte, Großenritte, Guntershausen, Hertingshausen, Kirchbauna und Rengershausen, die in der vom Landesamt für Denkmalpflege Hessen 2011 herausgegebenen Denkmaltopographie veröffentlicht wurden.

## Legende
- Bezeichnung: Nennt den Namen, die Bezeichnung oder die Art des Kulturdenkmals.
- Lage: Nennt den Straßennamen und wenn vorhanden die Hausnummer des Kulturdenkmals. Die Grundsortierung der Liste erfolgt nach dieser Adresse. Der Link „Karte“ führt zu verschiedenen Kartendarstellungen und nennt die Koordinaten des Kulturdenkmals.
- Datierung: Gibt die Datierung an; das Jahr der Fertigstellung bzw. den Zeitraum der Errichtung. Eine Sortierung nach Jahr ist möglich.
- Beschreibung: Nennt bauliche und geschichtliche Einzelheiten des Kulturdenkmals, vorzugsweise die Denkmaleigenschaften.
- Objekt-Nr: Gibt, sofern vorhanden, die vom Landesamt für Denkmalpflege vergebene Objekt-ID des Kulturdenkmals an.

## Altenbauna
| Bild                               | Bezeichnung                        | Lage | Beschreibung | Bauzeit       | Objekt-Nr. |
| ---------------------------------- | ---------------------------------- | --- | --- | ------------- | ---------- |
| weitere Bilder                     | Fachwerkwohnhaus                   | Altenritter Straße 1 LageFlur: 4, Flurstück: 153/13 | Zweigeschossiges Fachwerkwohnhaus einer ehem. Hofanlage | 1763          | 87888 DDB  |
| Ehemaliges Bürgermeisteramt        | Ehemaliges Bürgermeisteramt        | Am Erlenbach 4 LageFlur: 3, Flurstück: 112/94 | Ehem. Bürgermeisteramt - Fachwerkwohnhaus | bez. 1887     | 87889 DDB  |
| Schule                             | Schule                             | Auf dem Wiede 6 LageFlur: 5, Flurstück: 1/54 | Schule - erste Mittelpunktschule von Nordhessen, erbaut nach Plänen des Architekten Otto Vogt | 1952          | 87890 DDB  |
| Brücke                             | Brücke                             | Bauna (bei Bingeweg) LageFlur: 4, Flurstück: 84/15 | Schlichte Bogenbrücke über die Bauna | 1869          | 87891 DDB  |
| Ev. Kirche                         | Ev. Kirche                         | Bingeweg 2 LageFlur: 4, Flurstück: 30/12 | Evangelische Kirche | 1881          | 87895 DDB  |
| Wohnhaus                           | Wohnhaus                           | Bingeweg 7 LageFlur: 4, Flurstück: 38/9 | Zweigeschossiges Wohnhaus mit traufständig profilierter Rähmkonstruktion | Mitte 18. Jh. | 87892 DDB  |
| Wohnhaus                           | Wohnhaus                           | Bingeweg 11 LageFlur: 4, Flurstück: 46/8 | Stattliches Wohnhaus, zweigeschossiger Rähmbau | Ende 18. Jh.  | 87893 DDB  |
| ehem. Ökumenisches Gemeindezentrum | ehem. Ökumenisches Gemeindezentrum | Bornhagen 1/3 LageFlur: 1, Flurstück: 70/71, 70/72, 70/73, 70/75, 70/76, 70/79, 70/80, 70/81 | Evangelisches Kirchenzentrum - ehemals Ökumenisches Gemeindezentrum | 1973          | 88415 DDB  |
| Ehem. Forsthaus am Brand           | Ehem. Forsthaus am Brand           | Forsthaus am Brand LageFlur: 8, Flurstück: 2/23 | Ehem. Forsthaus am Brand - Zweigeschossiges Gebäude, errichtet als Revierförsterei | 1860          | 88120 DDB  |
| Bild gesucht BW                    | Sachgesamtheit Eisenbahn           | Kleinbahn, Straßenbahn, Rudolf-Diesel-Straße, L 3219, Im Wiesental, Eisenbahn, Bauna, Am Mattenbergsfeld, Albert-Einstein-Straße LageFlur: 1, 3, 6, 7, Flurstück: 24/64, 24/65, 26/20, 26/4, 30/22, 30/29–33, 30/35–37, 30/40, 30/41, 30/43, 30/53, 39/6, 41/125, 47/2, 10/1, 10/12, ½, 1/3, 19/53, 222/10, 223/7. 224/18, 224/20, 225/36, 227/70, 237/144, 240/145, 68/10, 68/14, 77/16, 79/1, 79/3, 79/7, 79/8, 163/48, 189/92, 47/5–8, 2/1, 2/2, 72/3 | |               | 954970 DDB |
| Ehemaliges Gasthaus                | Ehemaliges Gasthaus                | Lärchenweg 6 LageFlur: 5, Flurstück: 5/2 | Gasthaus - Fachwerkgebäude | 1845          | 87894 DDB  |
| weitere Bilder                     | Volkswagenwerk                     | VW Werk Kassel LageFlur: 2, 4, Flurstück: 9/49, 77/2 | VW-Werk für Fahrzeugkomponenten, zwei gegenüberliegende zweigeschossige Haupttorgebäude bilden den Eingang; vier Werkhallen sind durch einen markanten, 1086 m langen, viergeschossigen Verwaltungsbau in Stahlbetonrahmenkonstruktion mit vorgeblendetem Ziegelmauerwerk verbunden | 1957          | 88378 DDB  |

## Altenritte
| Bild              | Bezeichnung                        | Lage                                                          | Beschreibung | Bauzeit           | Objekt-Nr. |
| ----------------- | ---------------------------------- | ------------------------------------------------------------- | --- | ----------------- | ---------- |
| Bild gesucht BW   | Gesamtanlage historischer Ortskern | Altenbaunaer Straße Lage                                      | Gesamtanlage historischer Ortskern: Altenbaunaer Straße 1-5, 2, 4-8; Berggasse 2; Mühlenweg 1, 4, 6, 10; Naumburger Straße 2; Ritter Straße 1, 3, 5, 7-9, 8, 10, 12, 14, 16, 18, 20; Uferweg 2-6. Der tatsächliche Standort von Mühlenweg 10 lässt sich nicht ermitteln und er ist auch nicht in der Denkmaltopographie verzeichnet. |                   | 88340 DDB  |
| Fachwerkhaus      | Fachwerkhaus                       | Altenbaunaer Straße 2 LageFlur: 5, Flurstück: 13              | Zweigeschossiges Fachwerkhaus | bez. 1670         | 87896 DDB  |
| Brücke            | Brücke                             | Bauna (bei Altenbaunaer Straße) LageFlur: 5, Flurstück: 69/3  | Brücke über die Bauna - Flachbogenbrücke aus Hausteinquadern | Ende 18. Jh.      | 87897 DDB  |
| Ehem. Schule      | Ehem. Schule                       | Mühlenweg 4 LageFlur: 4, Flurstück: 8/10                      | Ehem. Schule - giebelständiger Backsteinbau in Sichtmauerwerk mit hohem abgewalmten Pfettendach | 1903              | 87898 DDB  |
| Stadtmuseum       | Stadtmuseum                        | Mühlenweg 6 LageFlur: 4, Flurstück: 8/12                      | Stadtmuseum - traufständig angeordnetes zweigeschossiges Fachwerkgebäude |                   | 87899 DDB  |
| Ehem. Schmiede    | Ehem. Schmiede                     | Ritterstraße 1 LageFlur: 4, Flurstück: 63/2                   | Ehem. Schmiede - Zweigeschossiges Fachwerkgebäude |                   | 87900 DDB  |
| Kirche            | Kirche                             | Ritterstraße 5, Ritterstraße LageFlur: 5, Flurstück: 25, 64/5 | Evangelische Kirche - Evangelische Heilands-Kirche |                   | 87901 DDB  |
| Wohnhaus          | Wohnhaus                           | Ritterstraße 10 LageFlur: 4, Flurstück: 11/7                  | Wohnhaus, Teil einer ehem. zweiseitigen Hofanlage | bez. 1738         | 87902 DDB  |
| ehem. Wassermühle | ehem. Wassermühle                  | Ritterstraße 13 LageFlur: 5, Flurstück: 54/8                  | Giebelständiges Gebäude, errichtet als Wassermühle, zweigeschossiger Rähmbau |                   | 87903 DDB  |
| Eckgebäude        | Eckgebäude                         | Ritterstraße 14 LageFlur: 4, Flurstück: 9/7                   | Zweigeschossiges Eckgebäude, Kopfbänder mit Flachschnitzereien | 1. Hälfte 18. Jh. | 87904 DDB  |
| Fachwerkhaus      | Fachwerkhaus                       | Ritterstraße 18 LageFlur: 5, Flurstück: 6/5                   | Zweigeschossiges Fachwerkhaus | bez. 1727         | 87905 DDB  |
| Scheune           | Scheune                            | Ritterstraße 20 LageFlur: 5, Flurstück: 5/1                   | Doppeltorscheune |                   | 87906 DDB  |

### Fotos Gesamtanlage historischer Ortskern
- Altenbaunaer Straße 1
- Altenbaunaer Straße 3
- Altenbaunaer Straße 4
- Altenbaunaer Straße 5
- Altenbaunaer Straße 6
- Altenbaunaer Straße 8
- Berggasse 2
- Mühlenweg 1
- Naumburger Straße 2
- Ritter Straße 3
- Ritter Straße 7
- Ritter Straße 9
- Ritter Straße 12
- Ritter Straße 16
- Uferweg 2
- Uferweg 4
- Uferweg 6

## Großenritte
| Bild                             | Bezeichnung                        | Lage | Beschreibung | Bauzeit                      | Objekt-Nr. |
| -------------------------------- | ---------------------------------- | --- | --- | ---------------------------- | ---------- |
| Bild gesucht BW                  | Gesamtanlage historischer Ortskern | Am Bache Lage | Gesamtanlage historischer Ortskern: Am Bache 3–9, 2, 4, 6; Bachstraße 1–5, 2-8, 10, 14, 16, 18, 20; Bahnhofstraße 1–3, 5, 5a, 7, 6, 8-22; Besser Straße 2, 4; Elgershäuser Straße 1, 2; Erbsgasse 1, 3, 5–7, 2, 6–10, 12; Grüner Weg 1, 5–19, 21, 23–25, 2, 4, 12–14, 20; In der Simmete 2, 4, 6, 8; Kampstraße 1, 1a, 3, 5–9, 2–8, 10; Kasseler Straße 1–7, 9, 11–17, 2a, 2, 4, 6-12, 14; Kirchweg 1, 3, 4; Mittelstraße 1, 3, 5, 7, 9–11, 13, 4–8, 10; Niedensteiner Straße 1–17, 2–12; Obere Gänseweide 1, 7–9; Poststraße 1-5, 7, 2–14; Prinzenstraße 1, 5, 7–11, 2, 4-6, 8, 10, 12, 14, 18; Unter den Linden 3, 5, 7, 9, 11, 13, 4, 4a; Untere Gänseweide 1–3, 2–4 | 18./19. Jh.                  | 88341 DDB  |
| Einhaus                          | Einhaus                            | Am Bache 4/6 LageFlur: 8, Flurstück: 39, 40/1 | Zweigeschossiges Einhaus mit Rähmkonstruktion aus Eichenholz | Ende 18. Jh.                 | 87907 DDB  |
| weitere Bilder                   | Hofanlage                          | Bachstraße 10 LageFlur: 9, Flurstück: 16/2 | Hofanlage mit zweigeschossigem Wohnhaus mit Krüppelwalmdach und Eichenfachwerk | Mitte 18. Jh.                | 87908 DDB  |
| Einhaus                          | Einhaus                            | Bachstraße 16 LageFlur: 9, Flurstück: 26 | Ehem. kleinformatiges zweigeschossiges Einhaus mit Eichenfachwerk | Mitte 18. Jh.                | 87909 DDB  |
| Ehem. Einhaus                    | Ehem. Einhaus                      | Bachstraße 18 LageFlur: 9, Flurstück: 25/1 | Ehem. Einhaus mit zweigeschossiger Rähmkonstruktion | 1. Hälfte 19. Jh.            | 87910 DDB  |
| Einhaus                          | Einhaus                            | Bachstraße 20 LageFlur: 9, Flurstück: 22/4 | Zweigeschossiges Einhaus mit Fachwerkgefüge | 1796                         | 87911 DDB  |
| Bild gesucht BW                  | Sachgesamtheit Eisenbahn           | Bahnhofstraße, Vor dem Altenbaunaer Heimbache, Unter dem Wenderweg, Stettiner Straße, Lützelwiesen, Kleinbahn, In der Huhnsecke, Hirschberger Straße, Hinter dem Altenbaunaer Heimbache, Großenritter Fußweg, Elgershäuser Straße LageFlur: 3, 5, 18, Flurstück: 102/5, 144/1, 145/6, 146/6, 147/17, 148/37, 66/3, 76, 83, 105, 106/32, 106/43, 106/46, 106/6, 171/60, 172/62, 173/62, 180/104, 43/5, 102/15, 103/19, 19/239, 2/36, 2/37, 35/3, 59/3, 70/2, 71/5, 72/8, 78/12, 79/8, 82/12 | |                              | 954972 DDB |
| Fachwerkgebäude                  | Fachwerkgebäude                    | Bahnhofstraße 5 LageFlur: 8, Flurstück: 30/3 | Zweigeschossiges Fachwerkgebäude mit zweifach verriegelten Mannfiguren und Handwerkssymbolen im Andreaskreuz | 2. Hälfte 18. Jh.            | 87912 DDB  |
| weitere Bilder                   | ehem. Landwirtschaftliche Anlage   | Bahnhofstraße 6 LageFlur: 16, Flurstück: 16/1 | Ehem. landwirtschaftliche Anlage mit zweigeschossigem Wohntrakt mit Eichenfachwerk | bez. 1778                    | 87913 DDB  |
| weitere Bilder                   | Hofanlage                          | Besser Straße 2 LageFlur: 9, Flurstück: 14/1 | Dreiseitige Hofanlage mit rückwärtigem Wohnhaus mit Fachwerk | Mitte 18. Jh.                | 87914 DDB  |
| weitere Bilder                   | Wohnhaus                           | Besser Straße 4 LageFlur: 11, Flurstück: 24/9 | Zweigeschossiges Wohnhaus in Rähmbauweise, mit Eichenfachwerk und Krüppelwalmdach | 2. Hälfte 18. Jh.            | 87915 DDB  |
| Backsteinwohnhaus                | Backsteinwohnhaus                  | Bismarckstraße 9 LageFlur: 7, Flurstück: 36/3 | Backsteinwohnhaus mit Fassadengliederung mit Mittelrisalit | Anfang 20. Jh.               | 87916 DDB  |
| weitere Bilder                   | Hofanlage                          | Elgershäuser Straße 2 LageFlur: 8, Flurstück: 87/1 | Hofanlage mit zweigeschossigem Wohnhaus mit Fachwerk sowie Doppeltorscheune | Mitte 18. Jh.                | 87917 DDB  |
| Tagelöhnerhaus                   | Tagelöhnerhaus                     | Erbsgasse 1 LageFlur: 8, Flurstück: 27 | Sehr schmales ehemaliges Tagelöhnerhaus in Rähmbauweise | Vermutlich 2. Hälfte 18. Jh. | 87918 DDB  |
| Ehem. Einhaus                    | Ehem. Einhaus                      | Erbsgasse 2 LageFlur: 8, Flurstück: 23/12 | Ehem. Einhaus in traufständiger Rähmbauweise | bez. 1823                    | 87919 DDB  |
| Ehem. Einhaus                    | Ehem. Einhaus                      | Erbsgasse 3/5 LageFlur: 8, Flurstück: 28, 32 | Ehem. Einhaus mit Rähmkonstruktion, gegliedert in Wohnbereich und Stall- und Scheunentrakt | um 1700                      | 87920 DDB  |
| Ehem. Einhaus                    | Ehem. Einhaus                      | Erbsgasse 12 LageFlur: 8, Flurstück: 43/3 | Zweigeschossiges ehem. Einhaus mit Eichenfachwerk | Mitte 18. Jh.                | 87921 DDB  |
| Bild gesucht BW                  | Ehem. Landgräfliches Forstgehöft   | Grüner Weg 2, Bahnhofstraße LageFlur: 8, Flurstück: 6/1, 6/3, 6/4 | |                              | 87922 DDB  |
| Scheune                          | Scheune                            | Grüner Weg 4 LageFlur: 8, Flurstück: 8/7 | Traufständige Scheune mit einer großen Toreinfahrt und Ladeluken, zweigeschossig in Rähmbauweise mit Eichenfachwerkgefüge | 2. Hälfte 18. Jh.            | 87923 DDB  |
| Streckhofanlage                  | Streckhofanlage                    | Grüner Weg 21 LageFlur: 6, Flurstück: 33/3 | Traufständige ehemalige Streckhofanlage | bez. 1830 und 1842           | 87924 DDB  |
| weitere Bilder                   | Wohnhaus                           | In der Simmete 2 LageFlur: 14, Flurstück: 57/3 | Wohnhaus einer Hofanlage in Rähmbauweise | Mitte 18. Jh.                | 87925 DDB  |
| Scheune                          | Scheune                            | In der Simmete 6 LageFlur: 14, Flurstück: 59/1 | Giebelständige Doppeltorscheune mit weit auskragendem Vordach | bdez. 1811                   | 87926 DDB  |
| Fachwerkgebäude                  | Fachwerkgebäude                    | In der Simmete 8 LageFlur: 14, Flurstück: 61/3 | Ehemaliges Einhaus als dreigeschossiges Fachwerkgebäude | um 1800                      | 87927 DDB  |
| Tagelöhnerhaus                   | Tagelöhnerhaus                     | Kampstraße 1a LageFlur: 14, Flurstück: 2/1 | Kleinformatiges Tagelöhnerhaus mit zweigeschossigem Fachwerkgefüge | 1769                         | 87928 DDB  |
| Bild gesucht BW                  | Fachwerkgebäude                    | Kampstraße 3 LageFlur: 14, Flurstück: 5/1 | Zweigeschossiges Fachwerkgebäude mit Rähmkonstruktion | 2. Hälfte 19. Jh.            | 87929 DDB  |
| Wohnhaus                         | Wohnhaus                           | Kampstraße 10 LageFlur: 8, Flurstück: 86/5 | Giebelständiges Wohnhaus in drei Geschossen; erstes Obergeschoss in Ständerbauweise mit Eichenholz, zweites Obergeschoss als Rähmbau mit Fichtenholz | 2. Hälfte 18. Jh.            | 87930 DDB  |
| Bild gesucht BW                  | Fachwerkwohnhaus                   | Kasseler Straße 2 LageFlur: 15, Flurstück: 36/1 | Fachwerkwohnhaus als zweigeschossiger Rähmbau | 1823                         | 87931 DDB  |
| Bild gesucht BW                  | Fachwerkgebäude                    | Kasseler Straße 2a LageFlur: 15, Flurstück: 38/6 | Ehem. Pfarrscheune – Fachwerkgebäude | bez. 1716                    | 87932 DDB  |
| Bild gesucht BW                  | Gasthaus                           | Kasseler Straße 4 LageFlur: 15, Flurstück: 26/2 | Hofanlage in Winkelform mit zweigeschossigem traufständigem Fachwerkanbau, als Forsthaus errichtet, Umnutzung als Gasthaus | Anfang 19. Jh.               | 87933 DDB  |
| Bild gesucht BW                  | Einhaus                            | Kasseler Straße 9 LageFlur: 16, Flurstück: 15/7 | Giebelständig ausgerichtetes Einhaus mit zweigeschossiger Rähmkonstruktion | 2. Hälfte 18. Jh.            | 87934 DDB  |
| Bild gesucht BW                  | Einhaus                            | Kasseler Straße 14, Kasseler Straße LageFlur: 15, Flurstück: 2/8, 2/9 | Einhaus in Rähmbauweise | 1. Hälfte 19. Jh.            | 87935 DDB  |
| Ehem. Pfarrhaus                  | Ehem. Pfarrhaus                    | Kirchweg 1 LageFlur: 15, Flurstück: 38/8 | Ehem. Pfarrhaus – zweigeschossiges Fachwerkhaus | 1664                         | 87936 DDB  |
| weitere Bilder                   | Wohnhaus                           | Mittelstraße 1 LageFlur: 14, Flurstück: 55/3 | Wohnhaus einer ehem. Hofanlage | 1796                         | 87937 DDB  |
| Fachwerkhaus Mittelstraße 3      | Fachwerkgebäude                    | Mittelstraße 3 LageFlur: 14, Flurstück: 52 | Zweigeschossiges Fachwerkgebäude | Ende 18. Jh.                 | 87938 DDB  |
| Fachwerkhaus Mittelstraße 7      | Wirtschaftsgebäude                 | Mittelstraße 7 LageFlur: 14, Flurstück: 50/1 | Wirtschaftsgebäude eines ehemaligen Streckhofs mit Fachwerkkonstruktion | 2. Hälfte 18. Jh.            | 87939 DDB  |
| Fachwerkhaus Mittelstraße 13     | Scheune                            | Mittelstraße 13 LageFlur: 14, Flurstück: 29/4 | Scheune mit zweigeschossiger Rähmkonstruktion | 1785                         | 87940 DDB  |
| Kath. Kirche St. Pius            | Kath. Kirche St. Pius              | Niedensteiner Straße LageFlur: 11, Flurstück: 26/15 | Katholische Kirche St. Pius | 1967                         | 88419 DDB  |
| Bild gesucht BW                  | Ehem. Kaiserliche Postagentur      | Poststraße 7, Poststraße LageFlur: 8, Flurstück: 149/65, 92/10–13 | Ehemalige Kaiserliche Postagentur – Dreiflügelanlage, zweigeschossig mit Fachwerk, genutzt als Kaiserliche Postagentur zwischen 1873 und 1904 | 1873, Stallgebäude 1888      | 87941 DDB  |
| weitere Bilder                   | Fachwerkwohnhaus                   | Prinzenstraße 1a LageFlur: 9, Flurstück: 61/1 | Fachwerkwohnhaus in Rähmbauweise | 1. Drittel 19. Jh.           | 135871 DDB |
| weitere Bilder                   | Einhaus                            | Prinzenstraße 2 LageFlur: 9, Flurstück: 56/4 | Giebelständiges zweigeschossiges Einhaus | um 1750                      | 87943 DDB  |
| Fachwerkhaus Prinzenstraße 5     | Wohnhaus                           | Prinzenstraße 5 LageFlur: 9, Flurstück: 39/2 | Giebelständiges zweigeschossiges Wohnhaus mit Fachwerk | 1. Hälfte 19. Jh.            | 87944 DDB  |
| weitere Bilder                   | Einhaus                            | Prinzenstraße 8 LageFlur: 9, Flurstück: 52/4 | Dreigeschossiges Einhaus mit Wohn- und Stallteil, Fachwerkkonfiguration | Ende 18. Jh.                 | 87945 DDB  |
| Fachwerkhaus Prinzenstraße 10    | Einhaus                            | Prinzenstraße 10 LageFlur: 9, Flurstück: 51/1 | Dreigeschossiges Einhaus mit Fachwerk | Ende 19. Jh.                 | 87946 DDB  |
| weitere Bilder                   | Einhaus                            | Prinzenstraße 12 LageFlur: 9, Flurstück: 48/1 | Zweigeschossiges Einhaus in Rähmbauweise | bez. 1863                    | 87947 DDB  |
| weitere Bilder                   | Fachwerkwohnhaus                   | Prinzenstraße 14 LageFlur: 9, Flurstück: 46/1 | Traufständiges Wohnhaus mit Fachwerk | 1774                         | 87948 DDB  |
| weitere Bilder                   | Bahnhofsempfangsgebäude            | Schauenburger Straße 2 LageFlur: 18, Flurstück: 2/24 | Bahnhofsempfangsgebäude (ehem.) – Empfangsgebäude der Kassel-Naumburger Kleinbahn | 1903                         | 87949 DDB  |
| weitere Bilder                   | Ev. Kirche                         | Unter den Linden 1 LageFlur: 8, Flurstück: 50/3 | Evangelische Kirche – als Pfarrkirche mit wehrhaftem Charakter errichtet | 1512                         | 87950 DDB  |
| Fachwerkhaus Unter den Linden 3  | Ehem. Schule                       | Unter den Linden 3 LageFlur: 8, Flurstück: 53/4 | Ehem. Schule – Zweigeschossiges Fachwerkgebäude | 1852                         | 87951 DDB  |
| Fachwerkhaus Unter den Linden 4  | Ehem. Dorfgasthaus                 | Unter den Linden 4 LageFlur: 8, Flurstück: 58/2 | Ehem. Dorfgasthaus – zweigeschossiger Rähmbau | Mitte 18. Jh.                | 87952 DDB  |
| Bild gesucht BW                  | Wohnhaus                           | Unter den Linden 5 LageFlur: 8, Flurstück: 53/4 | Zweigeschossiges Wohnhaus | etwa 1741                    | 88121 DDB  |
| Bild gesucht BW                  | Ehem. Schule                       | Unter den Linden 7 LageFlur: 8, Flurstück: 53/2 | Ehem. Schule – Im Hofbereich der Wehrkirche gelegenes Fachwerkwohnhaus, erbaut als erstes Schul- und Wohngebäude des Lehrers und Küsters | bez. 1741                    | 87953 DDB  |
| Bild gesucht BW                  | Fachwerkwohnhaus                   | Unter den Linden 9 LageFlur: 8, Flurstück: 56/2 | Zweigeschossiges Fachwerkwohnhaus | vermutlich 1. Hälfte 19. Jh. | 87954 DDB  |
| Fachwerkhaus Unter den Linden 11 | Wohnhaus                           | Unter den Linden 11 LageFlur: 8, Flurstück: 55 | Wohnhaus – ehem. Einhaus mit kleinem Zwerchhausaufbau | 1. Hälfte 18. Jh.            | 87955 DDB  |
| Bild gesucht BW                  | Wohnhaus                           | Unter den Linden 13 LageFlur: 8, Flurstück: 54/1 | Zweigeschossiges Wohnhaus, ehem. Tagelöhnerhaus | 2. Hälfte 18. Jh.            | 87956 DDB  |

## Guntershausen
| Bild                                              | Bezeichnung                                       | Lage | Beschreibung | Bauzeit           | Objekt-Nr. |
| ------------------------------------------------- | ------------------------------------------------- | --- | --- | ----------------- | ---------- |
| Bild gesucht BW                                   | Gesamtanlage historischer Ortskern                | Alte Kirchgasse Lage | Gesamtanlage historischer Ortskern: 1-3, 5, 7, 9, 2-4; Dorfstraße 1, 3, 5, 7, 9, 11, 15, 2-6, 8, 10-14; Klackerweg 2, 4; Neue Kirchgasse 1, 2, 4-6                            | Ende 18. Jh.      | 88342 DDB  |
| Bild gesucht BW                                   | Fachwerkgebäude                                   | Alte Kirchgasse 3 LageFlur: 4, Flurstück: 24/1 | Kleinmaßstäbliches Fachwerkgebäude | 1. Hälfte 19. Jh. | 87969 DDB  |
| Bild gesucht BW                                   | Fachwerkgebäude                                   | Alte Kirchgasse 5 LageFlur: 4, Flurstück: 20/1 | Zweigeschossiges Fachwerkgebäude | Ende 18. Jh.      | 87957 DDB  |
| Bild gesucht BW                                   | Fachwerkgebäude                                   | Alte Kirchgasse 7 LageFlur: 4, Flurstück: 146/26 | Zweigeschossiges Fachwerkgebäude mit Eichenfachwerk | 2. Hälfte 17. Jh. | 87958 DDB  |
| Ehem. Verwaltungsgebäude der Hessischen Nord-Bahn | Ehem. Verwaltungsgebäude der Hessischen Nord-Bahn | Am Bahnhof 2 LageFlur: 5, Flurstück: 75/1 | Ehem. Verwaltungsgebäude der hessischen Nordbahn | 2. Hälfte 19. Jh. | 87959 DDB  |
| Bild gesucht BW                                   | Sachgesamtheit ehem. Wassermühle                  | An der Wassermühle 12 LageFlur: 7, Flurstück: 4/1 | Sachgesamtheit ehem. Wassermühle: vierseitige Anlage der ehem. Wassermühle am nördlichen Ufer der Bauna mit Hauptgebäude, Wirtschaftsgebäuden und Backhaus                    | Anfang 18. Jh.    | 88382 DDB  |
| Bild gesucht BW                                   | Fachwerkwohnhaus                                  | Dorfstraße 3 LageFlur: 4, Flurstück: 12/5 | Zweigeschossiges Fachwerkwohnhaus | um 1850           | 87960 DDB  |
| Bild gesucht BW                                   | Hofanlage                                         | Dorfstraße 5 LageFlur: 4, Flurstück: 57/1 | Hofanlage mit Wohnhaus (einst Einhaus) in zweigeschossiger Rähmbauweise und verputztem Fachwerk                                                                               | Ende 18. Jh.      | 87961 DDB  |
| Bild gesucht BW                                   | Wohnhaus                                          | Dorfstraße 7 LageFlur: 4, Flurstück: 49/1 | Kleinformatiges frei stehendes Wohnhaus in Rähmbauweise | Ende 18. Jh.      | 87962 DDB  |
| Bild gesucht BW                                   | Fachwerkgebäude                                   | Dorfstraße 8 LageFlur: 4, Flurstück: 43/5 | Zweigeschossiges Fachwerkgebäude | bez. 1859         | 87963 DDB  |
| Bild gesucht BW                                   | Hofanlage                                         | Dorfstraße 9 LageFlur: 4, Flurstück: 109/53 | Hofanlage mit Fachwerkwohnhaus und Wirtschaftsgebäude | um 1780           | 87964 DDB  |
| Bild gesucht BW                                   | Wohnhaus                                          | Dorfstraße 15 LageFlur: 4, Flurstück: 32 | Zweigeschossiges Wohnhaus in Sichtmauerwerk | bez. 1893         | 87965 DDB  |
| weitere Bilder                                    | Eisenbahnbrücke über die Fulda                    | Fulda (Gew. I-B), Hinter der Brücke (Überschwemmungsgebiet), Guxhagener Grenzwiesen (Überschwemmungsgebiet), Eisenbahn (Überschwemmungsgebiet), Eisenbahn, Am Bahnhof (Überschwemmungsgebiet), LageFlur: 2, 5, 6, Flurstück: 15/4, 40/2, 41, 98, 45, 46, 55/1, 55/3, 60/1 | Eisenbahnbrücke über die Fulda für die Strecke zwischen Kassel und Bebra mit einer Länge von 238 m und einst 13 hohen Sandsteinbögen, die im Mittelteil 1945 gesprengt wurden | 1847–49           | 926402 DDB |
| Bild gesucht BW                                   | Fuldabrücke                                       | Fulda (Gew. I-B), Brückwiesen, An der Fulda (Überschwemmungsgebiet) LageFlur: 2, 5, Flurstück: 25/1, 25/3, 54, 80/5 | Wirtschaftsbrücke mit drei Flachbögen als jederzeit befahrbare Verbindung zu den genutzten Flächen auf dem rechten Fuldaufer                                                  | 1926              | 87975 DDB  |
| Bild gesucht BW                                   | Villa                                             | Grifter Weg 23 LageFlur: 7, Flurstück: 39/7 | Repräsentative zweigeschossige Villa im Landhausstil des Historismus | 1904              | 87967 DDB  |
| Bild gesucht BW                                   | Flaktürme                                         | Hinter der Brücke (Überschwemmungsgebiet), Guxhagener Grenzwiesen (Überschwemmungsgebiet) LageFlur: 2, 6, Flurstück: 15/4, 45 | Zwei Flaktürme aus dem Zweiten Weltkrieg östlich und westlich der Bahngleise, zweigeschossige Backsteinbauten                                                                 |                   | 88236 DDB  |
| Bild gesucht BW                                   | Ehem. Hofanlage                                   | Klackerweg 2 LageFlur: 4, Flurstück: 15, 16 | Ehem. Hofanlage mit einer zu Wohnzwecken umgebauten Scheune | 1806              | 87968 DDB  |
| Bild gesucht BW                                   | Wohnhaus                                          | Klackerweg 2 (Alte Kirchgasse 1a) LageFlur: 4, Flurstück: 15, 16 | Wohnhaus der ehem. Hofanlage |                   | 88383 DDB  |
| Bild gesucht BW                                   | Fachwerkwohnhaus                                  | Lindenstraße 2 LageFlur: 3, Flurstück: 14/3 | Fachwerkwohnhaus, im Zusammenhang mit dem Bau der Friedrich-Wilhelms-Nordbahn 1848 umgesetzt                                                                                  | 1824              | 87970 DDB  |
| Eisenbahnbrücke über die Bauna                    | Eisenbahnbrücke über die Bauna                    | Main-Weser-Bahn, Rengershäuser Straße (K 17) LageFlur: 3, 5, Flurstück: 62/62, 62/63, 74/1, 99/1 | Eisenbahnbrücke der Friedrich-Wilhelms-Nordbahn mit drei rundbogig gewölbten Öffnungen                                                                                        | 1848              | 87966 DDB  |
| weitere Bilder                                    | Ev. Kirche                                        | Neue Kirchgasse 2 LageFlur: 4, Flurstück: 67/1 | Evangelische Kirche | 1912              | 87971 DDB  |
| Ehem. Schule                                      | Ehem. Schule                                      | Regershäuser Straße 4 LageFlur: 3, Flurstück: 11/11 | Ehem. Schule in Fachwerkkonstruktion | bez. 1847         | 87972 DDB  |
| Ehem. Bahnwärterwohnhaus                          | Ehem. Bahnwärterwohnhaus                          | Zum Bahnhof 22 LageFlur: 7, Flurstück: 146/14, 15 | Ehem. Bahnwärterwohnhaus – traufständiger, dreigeschossiger Backsteinbau | 1893              | 88384 DDB  |
| weitere Bilder                                    | Bahnhofempfangsgebäude                            | Zum Bahnhof 23 LageFlur: 5, Flurstück: 77/5 | Bahnhofempfangsgebäude – lang gestrecktes, schmales Gebäude von rund 60 m Länge                                                                                               | 1855              | 87973 DDB  |
| weitere Bilder                                    | Ehem. Hotel Bellevue                              | Zum Bahnhof 26 LageFlur: 7, Flurstück: 102/23, 28/1 | Ehem. Hotel Bellevue und Heimgebäude | 1851              | 87974 DDB  |

## Hertingshausen
| Bild            | Bezeichnung                        | Lage                                                | Beschreibung | Bauzeit             | Objekt-Nr. |
| --------------- | ---------------------------------- | --------------------------------------------------- | --- | ------------------- | ---------- |
| Bild gesucht BW | Gesamtanlage historischer Ortskern | Auf der Heide Lage                                  | Gesamtanlage historischer Ortskern: Auf der Heide 1-3; Großenritter Straße 11, 13, 17, 19, 21, 23-25, 27, 29, 18, 20-28; Pilgerbachweg 1, 2, 4, 6 | überwiegend 18. Jh. | 88343 DDB  |
| Ev. Kirche      | Ev. Kirche                         | Großenritter Straße 11 LageFlur: 4, Flurstück: 9/4  | Evangelische Kirche, mittelalterliche Kirche, als „St. Barbara zu Hertighusen“ überliefert                                                        | 1857                | 87976 DDB  |
| Bild gesucht BW | Wirtschaftsgebäude                 | Großenritter Straße 18 LageFlur: 3, Flurstück: 35/9 | Wirtschaftsgebäude einer vierseitigen Hofanlage mit Wohngebäude, großvolumiger Scheune und Stallgebäude                                           | Ende 18. Jh.        | 87977 DDB  |
| Bild gesucht BW | Hakenhofanlage                     | Großenritter Straße 19 LageFlur: 5, Flurstück: 30/7 | Hakenhofanlage mit zweigeschossigem Wohngebäude und Fachwerkgefüge                                                                                | bez. 1766           | 87978 DDB  |
| Bild gesucht BW | Wohnhaus                           | Großenritter Straße 21 LageFlur: 5, Flurstück: 22/1 | Giebelständiges Wohnhaus als zweigeschossiger Rähmbau mit Fachwerk                                                                                | 1729                | 87979 DDB  |
| Bild gesucht BW | Hofanlage                          | Großenritter Straße 27 LageFlur: 5, Flurstück: 16/1 | Dreiseitig umbaute Hofanlage mit zweigeschossigem Wohnhaus mit Eichenfachwerk                                                                     | 1800                | 87980 DDB  |
| Bild gesucht BW | Streckhofanlage                    | Pilgerbachweg 1 LageFlur: 4, Flurstück: 1           | Wohntrakt der Streckhofanlage sowie Scheunentrakt mit Drempelgeschoss                                                                             | bez. 1840           | 87981 DDB  |
| Bild gesucht BW | Scheune                            | Pilgerbachweg 4 LageFlur: 5, Flurstück: 81/5        | Doppeltorscheune als zweigeschossiger Rähmbau mit Eichenfachwerk                                                                                  | bez. 1781           | 88122 DDB  |
| Bild gesucht BW | Ehem. Erntennenhaus                | Pilgerbachweg 6 LageFlur: 5, Flurstück: 38/4        | Ehemaliges Erntennenhaus mit Wohngebäude als giebelständiger zweigeschossiger Fachwerkrähmbau mit Eichenfachwerk                                  | 1780                | 87982 DDB  |

## Kirchbauna
| Bild                               | Bezeichnung                        | Lage                                                                | Beschreibung | Bauzeit                 | Objekt-Nr. |
| ---------------------------------- | ---------------------------------- | ------------------------------------------------------------------- | --- | ----------------------- | ---------- |
| Gesamtanlage historischer Ortskern | Gesamtanlage historischer Ortskern | Am Lindenstein Lage                                                 | Gesamtanlage historischer Ortskern: Am Lindenstein 1-5, 2-6; Am Stege 2, 4; Am Wehrteich 1, 2; An der Kirche 1, 2, 4, 6, 8, 10-12, 14; Hermann-Schafft-Straße 1-5, 7, 9-11, 13, 17, 19, 21, 10, 12, 14-18, 20 | Mitte 18. Jh. / 19. Jh. |            |
| Wohnhaus                           | Wohnhaus                           | Am Stege 2 LageFlur: 6, Flurstück: 104/52, 51/1                     | Wohnhaus einer dreiseitigen Hofanlage, zweigeschossiger Rähmbau | bez. 1857               | 87984 DDB  |
| Hofanlage                          | Hofanlage                          | Am Wehrteich 1 LageFlur: 7, Flurstück: 18/1                         | Hofanlage mit giebelständigem Wohnhaus, Stalltrakt und groß dimensionierter Scheune | Mitte 18. Jh.           | 87985 DDB  |
| weitere Bilder                     | Evangelische Kirche                | An der Kirche, An der Kirche 10a LageFlur: 4, Flurstück: 33/3, 34/1 | Evangelische Kirche | 1773                    | 87983 DDB  |
| weitere Bilder                     | Ehem. Hofanlage                    | An der Kirche 1 LageFlur: 5, Flurstück: 25/4                        | Ehemalige Hofanlage mit zweigeschossigem Fachwerkgebäude und Scheunentrakt mit weit auskragendem Vordach | Ende 18. Jh.            | 87986 DDB  |
| weitere Bilder                     | Hofanlage                          | An der Kirche 4 LageFlur: 5, Flurstück: 17/6                        | Hofanlage mit Wohn- und Wirtschaftsgebäude, ehemaliges Ernhaus | 2. Hälfte 18. Jh.       | 87987 DDB  |
| weitere Bilder                     | Hofanlage                          | An der Kirche 6 LageFlur: 1, 5, Flurstück: 58/2, 27/5               | Winklige Hofanlage mit zweigeschossigem Wohnhaus und einem rechtwinklig anschließenden Scheunentrakt | Mitte 18. Jh.           | 87988 DDB  |
| weitere Bilder                     | Ehem. Schule                       | An der Kirche 8 LageFlur: 4, Flurstück: 22/1                        | Ehem. Schule - großvolumiges Gebäude, zweigeschossiger Rähmbau | Mitte 19. Jh.           | 87989 DDB  |
| weitere Bilder                     | Wohnhaus                           | An der Kirche 14 LageFlur: 4, Flurstück: 25/6                       | Zweigeschossiges giebelständiges Wohnhaus | Mitte 18. Jh.           | 87990 DDB  |
| Ehem. Schule                       | Ehem. Schule                       | Hermann-Schafft-Straße 7 LageFlur: 6, Flurstück: 61/1               | Ehemalige Schule - Zweigeschossiges Fachwerkgebäude | 1725                    | 88413 DDB  |
| weitere Bilder                     | Streckhofanlage                    | Hermann-Schafft-Straße 12 LageFlur: 5, Flurstück: 43/9              | Streckhofanlage, nördlicher Gebäudeabschnitt als zweigeschossige Rähmkonstruktion; | bez. 1820               | 88388 DDB  |
| weitere Bilder                     | Streckhof                          | Hermann-Schafft-Straße 13 LageFlur: 6, Flurstück: 57/1              | Streckhof, Wohnbereich mit Eichenfachwerkgefüge | bez. 1837               | 87991 DDB  |
| weitere Bilder                     | Hofanlage                          | Hermann-Schafft-Straße 19 LageFlur: 6, Flurstück: 140/50            | Dreiseitige Hofanlage mit zweigeschossigem Wohngebäude mit Fachwerkkonstruktion | 1811                    | 87992 DDB  |
| weitere Bilder                     | Streckhof                          | Hermann-Schafft-Straße 20 LageFlur: 4, Flurstück: 28/3              | Streckhof mit zweigeschossigem Fachwerkbau | bez. 1849               | 87993 DDB  |
| weitere Bilder                     | Brücke über die Bauna              | Schützenstraße LageFlur: 3, Flurstück: 159/15                       | Verkehrsbrücke im Bereich der alten Landstraße von Frankfurt nach Kassel über die Bauna | 1767                    | 87994 DDB  |

## Rengershausen
| Bild                       | Bezeichnung                          | Lage                                                | Beschreibung | Bauzeit                                | Objekt-Nr. |
| -------------------------- | ------------------------------------ | --------------------------------------------------- | --- | -------------------------------------- | ---------- |
| Bild gesucht BW            | Gesamtanlage I historischer Ortskern | Guntershäuser Straße Lage                           | Gesamtanlage I historischer Ortskern: Guntershäuser Straße 1–7, 2, 4–6; Knallhütter Straße 33; Obere Kirchstraße 2; Rosenstraße 1a, 1, 3–13, 2, 2a, 4, 6; Untere Kirchstraße 1, 2; Zum Felsengarten 1, 2, 4–6 | 18. / 19. Jh.                          | 88345 DDB  |
| Fachwerkwohnhaus           | Fachwerkwohnhaus                     | Guntershäuser Straße 2 LageFlur: 5, Flurstück: 18/3 | Fachwerkwohnhaus einer Hofanlage | Letztes Drittel 18. Jh.                | 87995 DDB  |
| Ehemalige Schule           | Ehemalige Schule                     | Guntershäuser Straße 11 LageFlur: 6, Flurstück: 8/4 | Ehemalige Schule – Zweigeschossiges ehemaliges Schulgebäude | 1865/66                                | 87996 DDB  |
| Gesamtanlage II Knallhütte | Gesamtanlage II Knallhütte           | Knallhütte 1/2 LageFlur: 1, Flurstück: 42/15        | Gesamtanlage II Knallhütte: Knallhütte 1, 2 – eine U-förmig angelegte Ansammlung von Gebäuden | 18. / 19. Jh.                          | 88303 DDB  |
| Hofanlage                  | Hofanlage                            | Rosenstraße 1 LageFlur: 5, Flurstück: 13/6, 26/5    | U-förmig errichtete Hofanlage mit Wohnhaus und Scheune, Fachwerkbau ab 1879 | 1760 / Scheune 1761 / Fachwerkbau 1879 | 87997 DDB  |
| Hofanlage                  | Hofanlage                            | Rosenstraße 2 LageFlur: 5, Flurstück: 64/1          | L-förmige Hofanlage mit traufständigem Fachwerkwohnhaus mit anschließender Stallscheune sowie weiterem Wirtschaftstrakt                                                                                       | Ende 18. Jh./Anfang 19,. Jh.           | 87998 DDB  |
| Wohnhaus                   | Wohnhaus                             | Rosenstraße 6 LageFlur: 5, Flurstück: 55/4          | Typisches bäuerliches Wohnhaus als zweigeschossiger Rähmbau und Teil einer U-förmig angelegten Hofanlage | um 1880                                | 87999 DDB  |
| Ev. Kirche                 | Ev. Kirche                           | Untere Kirchstraße 2 LageFlur: 5, Flurstück: 8/8    | Evangelische Kirche – Klassizistisches Gotteshaus | 1800                                   | 88001 DDB  |
| ehem. Einhaus              | ehem. Einhaus                        | Untere Kirchstraße 3 LageFlur: 5, Flurstück: 4/15   | Giebelständiges ehemaliges Einhaus mit zweiseitig angeordneten Zwerchhäusern | Ende 18. Jh.                           | 88000 DDB  |
| Fachwerkwohnhaus           | Fachwerkwohnhaus                     | Zum Felsengarten 2 LageFlur: 6, Flurstück: 11/4     | Zweigeschossiges Fachwerkwohnhaus | 2. Hälfte 18. Jh.                      | 88002 DDB  |